# Wainandoi River
Wainandoi River är ett vattendrag i Fiji.   Det ligger i divisionen Centrala divisionen, i den centrala delen av landet, 19 km väster om huvudstaden Suva.